# Rolls-Royce RB.44 Tay
Rolls-Royce RB.44 Tay je zrakoplovni turboreaktivni motor na centrifugalni kompresor kojeg je 1940-ih uveo u upotrebu britanski Rolls-Royce Ltd. RB.44 Tay je u biti povećani Rolls-Royce Nene.  Motor nije bio ugrađivan u proizvodnji zrakoplova u Britaniji, jer su se projektanti usmjerili na potencijalno snažnije motore Armstrong Siddeley Sapphire  i Rolls-Royce Avon. Dizajn su licencirali Pratt & Whitney kao J48 i Hispano-Suiza kao Verdon. Nazvan je po škotskoj rijeci Tay kao što je bila dotadašnja tradicija kompanije, davanja imena mlaznim motorima prema rijekama.

## Inačice
RB.44 TayRolls-Royce samo je razvijao motor, ali nije proizvodio zrakoplove s njime.
Hispano-Suiza VerdonTay koji je ugrađen i razvijan pod licencijom u Francuskoj.
Pratt & Whitney J48Tay koji je ugrađen i razvijan pod licencijom u SAD.

## Primjena
Tay
- Vickers 663 Tay Viscount

Verdon
- Dassault Mystère IV

J48
- Grumman F9F-5 Panther
- Grumman F9F-6/F9F-8 Cougar
- Lockheed F-94C Starfire
- North American YF-93

## Specifikacije
Specifikacije prema
Opća svojstva
- vrsta: turbomlazni motor s dvostranim centrifugalnim kompresorom
- dužina: 2621 mm
- promjer: 1270 mm
- masa suhog motora: 935 kg